# Lithobius nocellensis
Lithobius nocellensis är en mångfotingart som beskrevs av Karl Wilhelm Verhoeff 1943. Lithobius nocellensis ingår i släktet Lithobius och familjen stenkrypare.
Artens utbredningsområde är Italien. Inga underarter finns listade i Catalogue of Life.